# 4346 Вітні
4346 Вітні (4346 Whitney) — астероїд головного поясу, відкритий 23 лютого 1988 року.
Тіссеранів параметр щодо Юпітера — 3,217.